# Eleccions municipals al País Valencià de 2023
Les eleccions municipals de l'any 2023 al País Valencià són els comicis celebrats el 28 de maig de 2023 per a l'elecció de la configuració dels diferents ajuntaments i indirectament de les tres diputacions provincials que configuren el País Valencià.
La convocatòria de les eleccions municipals es va fer el 3 d'abril i coincidiran amb les eleccions a les Corts Valencianes de 2023.
5.725 escons o regidories als ajuntaments i 89 diputades i diputats provincials sigueren triats a les eleccions.

## Resultats

### Província d'Alacant
| Número de representants per comarca (files) i formacions polítiques (columnes) |                                           |           |                    |     |              |                                     |                                 |                                        |    |    |        |       |
| Comarca                                                                        | Partit Popular de la Comunitat Valenciana | PSPV-PSOE | Coalició Compromís | VOX | Unides Podem | Ciutadans - Partit de la Ciutadania | Esquerra Unida: Seguim Endavant | Esquerra Republicana del País Valencià | AE | PL | Altres | Total |
| L'Alacantí                                                                     | 72                                        | 54        | 12                 | 17  | 6            | 0                                   | -                               | 1                                      | 4  | 2  | 0      | 168   |
| L'Alcoià                                                                       | 48                                        | 34        | 18                 | 5   | 0            | 2                                   | 2                               | 0                                      | 1  | -  | 0      | 110   |
| L'Alt Vinalopó                                                                 | 42                                        | 21        | 13                 | 2   | 0            | -                                   | -                               | -                                      | 0  | 1  | 0      | 79    |
| El Baix Segura                                                                 | 186                                       | 143       | 6                  | 18  | 2            | 11                                  | 5                               | -                                      | 2  | 3  | 3      | 379   |
| El Baix Vinalopó                                                               | 30                                        | 20        | 11                 | 8   | 0            | 0                                   | -                               | 0                                      | 0  | 0  | 0      | 69    |
| El Comtat                                                                      | 67                                        | 53        | 24                 | 2   | -            | -                                   | 0                               | -                                      | 3  | 7  | 2      | 158   |
| La Marina Alta                                                                 | 107                                       | 80        | 70                 | 5   | 0            | 0                                   | -                               | -                                      | 4  | 57 | 29     | 352   |
| La Marina Baixa                                                                | 101                                       | 65        | 17                 | 11  | 2            | 0                                   | -                               | -                                      | 6  | 1  | 9      | 212   |
| El Vinalopó Mitjà                                                              | 63                                        | 72        | 5                  | 12  | 0            | 1                                   | 17                              | -                                      | -  | 1  | -      | 171   |
| Total                                                                          | 716                                       | 542       | 176                | 80  | 10           | 14                                  | 24                              | 1                                      | 20 | 72 | 43     | 1.664 |
| Font: Portal d'Informació ARGOS                                                |                                           |           |                    |     |              |                                     |                                 |                                        |    |    |        |       |

1. ↑  Agrupació d'electors
2. ↑  Partits locals

#### Diputació d'Alacant
L'elecció de les diputades i diputats provincials és amb un sistema indirecte basat amb el número de vots obtesos per les formacions polítiques a la província prenent com a circumscripció els partit judicial. Les persones que cada partit selecciona per a ser membres de la Diputació provincial necessàriament han de ser regidores d'algun dels municipis integrants del partit judicial.
| Distribució de representants per Partit Judicial (files) i formacions polítiques (columnes) |    |    |                    |                                     |       |
| Partit Judicial                                                                             |    |    | Coalició Compromís | Ciutadans - Partit de la Ciutadania | Total |
| Alacant                                                                                     | 4  | 3  | 0                  | 1                                   | 8     |
| Alcoi                                                                                       | 1  | 1  | 0                  | 0                                   | 2     |
| Dénia                                                                                       | 1  | 1  | 1                  | 0                                   | 3     |
| Elda                                                                                        | 1  | 2  | 0                  | 0                                   | 3     |
| Elx                                                                                         | 3  | 3  | 0                  | 0                                   | 6     |
| Oriola                                                                                      | 3  | 2  | 0                  | 0                                   | 5     |
| La Vila Joiosa                                                                              | 2  | 1  | 0                  | 0                                   | 3     |
| Villena                                                                                     | 1  | 0  | 0                  | 0                                   | 1     |
| Total                                                                                       | 16 | 13 | 1                  | 1                                   | 31    |
| Font:Diputació d'Alacant                                                                    |    |    |                    |                                     |       |

#### Capitals i capçaleres comarcals
|                                      | Partit Popular de la Comunitat Valenciana | PSPV-PSOE | Coalició Compromís | VOX | Unides Podem | Ciutadans - Partit de la Ciutadania | Altres | Alcalde eixint              | Alcalde electe              |
| ------------------------------------ | ----------------------------------------- | --------- | ------------------ | --- | ------------ | ----------------------------------- | ------ | --------------------------- | --------------------------- |
| Alacant (l'Alacantí)                 | 14                                        | 8         | 2                  | 4   | 1            |                                     |        | Luis José Barcala Sierra    | Luis José Barcala Sierra    |
| Elx (el Baix Vinalopó)               | 11                                        | 12        | 1                  | 3   |              |                                     |        | Carlos González Serna       | Pablo Ruz Villanueva        |
| Torrevella (el Baix Segura)          | 16                                        | 6         |                    | 2   |              |                                     | 1      | Eduardo Dolón Sánchez       | Eduardo Dolón Sánchez       |
| Oriola (el Baix Segura)              | 10                                        | 6         | *                  | 4   | 2*           | 3                                   |        | Carolina Gracia Gómez       | José Vegara Durá            |
| Benidorm (la Marina Baixa)           | 16                                        | 8         |                    | 1   |              |                                     |        | Antonio Pérez Pérez         | Antonio Pérez Pérez         |
| Alcoi (l'Alcoià)                     | 8                                         | 9         | 3                  | 3   | 2            |                                     |        | Antonio Francés Pérez       | Antonio Francés Pérez       |
| Sant Vicent del Raspeig (l'Alacantí) | 9                                         | 8         | 1                  | 5   | 2            |                                     |        | Jesús Villar Notario        | José Rafael Pascual Llopis  |
| Elda (Vinalopó Mitjà)                | 9                                         | 12        | *                  | 2   | 2*           |                                     |        | Rubén Alfaro Bernabé        | Rubén Alfaro Bernabé        |
| Dénia (la Marina Alta)               | 7                                         | 9         | 3                  | 0   | 1            |                                     | 1      | Vicent Grimalt Boronat      | Vicent Grimalt Boronat      |
| la Vila Joiosa (la Marina Baixa)     | 10                                        | 6         | 2                  |     | 2            | 1*                                  | *      | Andreu Verdú Reos           | Marcos Zaragoza Mayor       |
| Villena (l'Alt Vinalopó)             | 9                                         | 6         |                    | 1   | 3            |                                     |        | Fulgencio J. Cerdán Barceló | Fulgencio J. Cerdán Barceló |
| Cocentaina (el Comtat)               | 6                                         | 5         | 5                  | 1   |              |                                     |        | Mireia Estepa Olcina        | Jordi Pla i Valor           |

1. ↑  Torrevieja Sueña
2. ↑  Gent per Dénia
3. ↑  Gent per la Vila

### Província de Castelló
| Número de representants per comarca (files) i formacions polítiques (columnes) |                                           |           |                    |     |              |                                     |                                 |    |    |       |
| Comarca                                                                        | Partit Popular de la Comunitat Valenciana | PSPV-PSOE | Coalició Compromís | VOX | Unides Podem | Ciutadans - Partit de la Ciutadania | Esquerra Unida: Seguim Endavant | AE | PL | Total |
| L'Alcalatén                                                                    | 24                                        | 19        | 7                  | -   | -            | -                                   | -                               | -  | 2  | 52    |
| L'Alt Maestrat                                                                 | 39                                        | 30        | 11                 | -   | -            | 0                                   | -                               | -  | -  | 80    |
| L'Alt Millars                                                                  | 63                                        | 28        | 7                  | 0   | -            | -                                   | -                               | 2  | 2  | 102   |
| L'Alt Palància                                                                 | 93                                        | 71        | 1                  | -   | -            | -                                   | 1                               | 1  | 8  | 175   |
| Baix Maestrat                                                                  | 81                                        | 64        | 5                  | 7   | 0            | 0                                   | -                               | 2  | 9  | 173   |
| La Plana Alta                                                                  | 90                                        | 58        | 26                 | 11  | 0            | 2                                   | -                               | 7  | 2  | 196   |
| La Plana Baixa                                                                 | 95                                        | 89        | 30                 | 12  | 2            | 0                                   | 1                               | -  | 7  | 236   |
| Els Ports                                                                      | 24                                        | 34        | -                  | -   | -            | -                                   | -                               | 5  | 13 | 76    |
| Total                                                                          | 509                                       | 393       | 87                 | 30  | 2            | 2                                   | 2                               | 17 | 43 | 1.087 |
| Font: Portal d'Informació ARGOS                                                |                                           |           |                    |     |              |                                     |                                 |    |    |       |

1. ↑  Agrupació d'electors
2. ↑  Partits locals

#### Diputació de Castelló
| Distribució de representants per Partit Judicial (files) i formacions polítiques (columnes) |    |    |                    |                                     |       |
| Partit Judicial                                                                             |    |    | Coalició Compromís | Ciutadans - Partit de la Ciutadania | Total |
| Albocàsser                                                                                  | 1  | 0  | 0                  | 0                                   | 1     |
| Castelló de la Plana                                                                        | 6  | 4  | 2                  | 1                                   | 13    |
| Llucena                                                                                     | 0  | 1  | 0                  | 0                                   | 1     |
| Morella                                                                                     | 0  | 1  | 0                  | 0                                   | 1     |
| Nules                                                                                       | 3  | 2  | 0                  | 0                                   | 5     |
| Sant Mateu                                                                                  | 1  | 0  | 0                  | 0                                   | 1     |
| Sogorb                                                                                      | 0  | 1  | 0                  | 0                                   | 1     |
| Vinaròs                                                                                     | 2  | 1  | 0                  | 0                                   | 3     |
| Viver                                                                                       | 1  | 0  | 0                  | 0                                   | 1     |
| Total                                                                                       | 14 | 10 | 2                  | 1                                   | 27    |
| Font:Diputació de Castelló                                                                  |    |    |                    |                                     |       |

#### Capitals i capçaleres comarcals
|                                      | Partit Popular de la Comunitat Valenciana | PSPV-PSOE | Coalició Compromís | VOX | Unides Podem | Altres | Alcalde eixint             | Alcalde electe          |
| ------------------------------------ | ----------------------------------------- | --------- | ------------------ | --- | ------------ | ------ | -------------------------- | ----------------------- |
| Castelló de la Plana (la Plana Alta) | 11                                        | 9         | 3                  | 4   | 0            | 0      | Amparo Marco Gual          | Begoña Carrasco García  |
| Vila-real (la Plana Baixa)           | 8                                         | 11        | 3                  | 3   | 0            | 0      | José Benlloch Fernández    | José Benlloch Fernández |
| Borriana (la Plana Baixa)            | 8                                         | 7         | 2                  | 4   | 0            | 0      | Maria Josep Safont Melchor | Jorge Monferrer Daudí   |
| la Vall d'Uixó (la Plana Baixa)      | 8                                         | 9         | 2                  | 1   | 1            | 0      | Tania Baños Martos         | Tania Baños Martos      |
| Vinaròs (el Baix Maestrat)           | 7                                         | 9         | 1                  | 2   | 0            | 2      | Guillem Alsina Gilabert    | Guillem Alsina Gilabert |
| l'Alcora (l'Alcalatén)               | 5                                         | 11        | 1                  | -   | -            | -      | Samuel Falomir Sancho      | Samuel Falomir Sancho   |
| Sogorb (l'Alt Palància)              | 7                                         | 4         | -                  | -   | -            | 2      | Carmen Climent García      | Carmen Climent García   |
| Morella (els Ports)                  | 4                                         | 5         | -                  | -   | -            | 2      | Rhamsés Ripollés Puig      | Bernabé Sangüesa Antolí |
| Albocàsser (l'Alt Maestrat)          | 4                                         | 4         | 1                  | -   | -            | -      | Isabel Albalat Celades     | Isabel Albalat Celades  |
| Cirat (l'Alt Millars)                | 4                                         | 1         | -                  | -   | -            | -      | Rafael Matoses Fortea      | Pascual Salines Bito    |

1. ↑  Partit de Vinaròs Independent
2. ↑  Segorbe Participa
3. ↑  Independents per Morella

### Província de València
| Número de representants per comarca (files) i formacions polítiques (columnes) |                                           |           |                    |     |              |                                     |                                 |    |                                        |                                        |                                        |   |    |    |        |       |
| Comarca                                                                        | Partit Popular de la Comunitat Valenciana | PSPV-PSOE | Coalició Compromís | VOX | Unides Podem | Ciutadans - Partit de la Ciutadania | Esquerra Unida: Seguim Endavant |    | Esquerra Republicana del País Valencià | Esquerra Republicana del País Valencià | Esquerra Republicana del País Valencià |   | AE | PL | Altres | Total |
| El Camp de Morvedre                                                            | 47                                        | 68        | 15                 | 7   | 1            | 0                                   | 2                               | -  | -                                      | 2                                      | 0                                      | - | 2  | 14 | -      | 158   |
| El Camp de Túria                                                               | 82                                        | 64        | 34                 | 18  | 1            | 5                                   | 0                               | -  | 4                                      | 0                                      | 3                                      | - | 3  | 18 |        | 232   |
| La Canal de Navarrés                                                           | 33                                        | 39        | -                  | -   | -            | -                                   | 0                               | -  | 1                                      | -                                      | -                                      | - | -  | 1  | -      | 74    |
| La Costera                                                                     | 66                                        | 73        | 14                 | 5   | -            | 6                                   | 7                               | -  | 1                                      | 3                                      | -                                      | - | -  | 10 | -      | 185   |
| La Foia de Bunyol                                                              | 44                                        | 33        | 2                  | 1   | 2            | 1                                   | 5                               | -  | -                                      | -                                      | -                                      | - | -  | 13 | -      | 101   |
| L'Horta Nord                                                                   | 128                                       | 113       | 54                 | 20  | 8            | 2                                   | 0                               | -  | -                                      | 0                                      | 0                                      | 0 | -  | 11 | 1      | 337   |
| L'Horta Sud                                                                    | 122                                       | 156       | 46                 | 36  | 3            | 0                                   | 1                               | -  | 0                                      | 0                                      | 0                                      | 2 | -  | 0  | -      | 366   |
| La Plana d'Utiel                                                               | 42                                        | 32        | -                  | 2   | 0            | 5                                   | 5                               | -  | 1                                      | -                                      | -                                      | - | -  | 3  | 3      | 93    |
| El Racó d'Ademús                                                               | 21                                        | 14        | -                  | -   | -            | -                                   | -                               | -  | -                                      | -                                      | -                                      | - | -  | 4  | -      | 39    |
| La Ribera Alta                                                                 | 140                                       | 150       | 55                 | 17  | 0            | 1                                   | 3                               | -  | 2                                      | 0                                      | -                                      | 1 | -  | 42 | -      | 411   |
| La Ribera Baixa                                                                | 33                                        | 58        | 26                 | 1   | 2            | 0                                   | 17                              | -  | 0                                      | -                                      | 0                                      | - | -  | 9  | -      | 146   |
| La Safor                                                                       | 97                                        | 96        | 88                 | 1   | 0            | 2                                   | 4                               | 1  | 2                                      | 1                                      | -                                      | 1 | -  | 32 | -      | 325   |
| Els Serrans                                                                    | 71                                        | 49        | -                  | 0   | -            | -                                   | 8                               | -  | -                                      | -                                      | -                                      | - | 5  | 8  | -      | 141   |
| València                                                                       | 13                                        | 7         | 9                  | 4   | 0            | 0                                   | -                               | -  | -                                      | 0                                      | -                                      | 0 | -  | -  | -      | 33    |
| La Vall d'Albaida                                                              | 109                                       | 55        | 56                 | 5   | 0            | -                                   | 6                               | 36 | -                                      | -                                      | -                                      | - | -  | 16 | 1      | 284   |
| La Vall de Cofrents                                                            | 27                                        | 14        | -                  | 0   | -            | 8                                   | 3                               | -  | -                                      | -                                      | -                                      | - | 3  | -  | 2      | 57    |
| Total                                                                          |                                           |           |                    |     |              |                                     |                                 |    |                                        |                                        |                                        |   |    |    |        |       |
| Font: Portal d'Informació ARGOS                                                |                                           |           |                    |     |              |                                     |                                 |    |                                        |                                        |                                        |   |    |    |        |       |

1. ↑  Agrupació d'electors
2. ↑  Partits locals

#### Diputació de València
| Distribució de representants per Partit Judicial (files) i formacions polítiques (columnes) |    |    |                    |     |   |       |
| Partit Judicial                                                                             |    |    | Coalició Compromís | VOX |   | Total |
| Alzira                                                                                      | 1  | 1  | 0                  | 0   | 0 | 2     |
| Gandia                                                                                      | 1  | 1  | 0                  | 0   | 0 | 2     |
| Xàtiva                                                                                      | 1  | 1  | 0                  | 0   | 0 | 2     |
| Llíria                                                                                      | 1  | 1  | 0                  | 0   | 0 | 2     |
| Ontinyent                                                                                   | 0  | 0  | 0                  | 0   | 1 | 1     |
| Requena                                                                                     | 1  | 0  | 0                  | 0   | 0 | 1     |
| Sagunt                                                                                      | 1  | 1  | 0                  | 0   | 0 | 2     |
| Sueca                                                                                       | 0  | 1  | 0                  | 0   | 0 | 1     |
| València                                                                                    | 7  | 6  | 3                  | 2   | 0 | 18    |
| Total                                                                                       | 13 | 12 | 3                  | 2   | 1 | 31    |
| Font:Diputació de València                                                                  |    |    |                    |     |   |       |

#### Capitals i capçaleres comarcals
|                                | Partit Popular de la Comunitat Valenciana | PSPV-PSOE | Coalició Compromís | VOX | Unides Podem | Ciutadans - Partit de la Ciutadania | Esquerra Unida: Seguim Endavant | Altres | Alcalde eixint             | Alcalde electe             |
| ------------------------------ | ----------------------------------------- | --------- | ------------------ | --- | ------------ | ----------------------------------- | ------------------------------- | ------ | -------------------------- | -------------------------- |
| València                       | 13                                        | 7         | 9                  | 4   | 0            | 0                                   | -                               | 0      | Joan Ribó i Canut          | María José Català Verdet   |
| Torrent (l'Horta Sud)          | 9                                         | 10        | 2                  | 4   | -            | 0                                   | -                               | 0      | Juan Jesús Ros Piles       | Amparo Folgado Tonda       |
| Gandia (la Safor)              | 10                                        | 12        | 2                  | 1   | -            | 0                                   | -                               | 0      | José Manuel Prieto Part    | José Manuel Prieto Part    |
| Paterna (l'Horta Nord)         | 6                                         | 14        | 2                  | 3   | 0            | 0                                   | -                               | 0      | Juan Antonio Sagredo Marco | Juan Antonio Sagredo Marco |
| Sagunt (el Camp de Morvedre)   | 5                                         | 12        | 2                  | 2   | 1            | 0                                   | -                               | 3      | Darío Moreno Lerga         | Darío Moreno Lerga         |
| Alzira (la Ribera Alta)        | 6                                         | 4         | 6                  | 2   | 0            | 1                                   | -                               | 2      | Diego Gómez García         | Alfons Domínguez Gento     |
| Burjassot (l'Horta Nord)       | 4                                         | 12        | 2                  | 2   | 1            | 0                                   | -                               | -      | Rafael García García       | Rafael García García       |
| Ontinyent (la Vall d'Albaida)  | 3                                         | 1         | 4                  | 1   | 0            | -                                   | -                               | 12     | Jorge Rodríguez Gramage    | Jorge Rodríguez Gramage    |
| Xàtiva (la Costera)            | 8                                         | 8         | 0                  | 1   | -            | 0                                   | 4                               | -      | Roger Cerdà i Boluda       | Roger Cerdà i Boluda       |
| Catarroja (l'Horta Sud)        | 5                                         | 7         | 5                  | 4   | 0            | 0                                   | -                               | 0      | Jesús Monzó i Cubillos     | Lorena Silvent Ruiz        |
| Sueca (la Ribera Baixa)        | 3                                         | 8         | 7                  | 0   | -            | 0                                   | -                               | 3      | Dimas Vázquez España       | Dimas Vázquez España       |
| Llíria (el Camp de Túria)      | 8                                         | 5         | 6                  | 2   | -            | 0                                   | -                               | -      | Joan Manuel Miguel León    | Joan Manuel Miguel León    |
| Requena (la Plana d'Utiel)     | 8                                         | 8         | -                  | 2   | 0            | -                                   | 0                               | 3      | Mario Sánchez González     | Rocío Cortés Grao          |
| Xiva (la Foia de Bunyol)       | 6                                         | 3         | 2                  | 1   | 0            | -                                   | -                               | 5      | Emilio Morales Gaitán      | Amparo Fort Sánchez        |
| Aiora (la Vall de Cofrents)    | 8                                         | 2         | -                  | -   | -            | -                                   | 3                               | -      | José Vicente Anaya Roig    | José Vicente Anaya Roig    |
| Énguera (la Canal de Navarrés) | 5                                         | 5         | -                  | -   | -            | -                                   | -                               | 1      | Matilde Marín Polop        | Matilde Marín Polop        |
| Xelva (els Serrans)            | 1                                         | 1         | -                  | -   | -            | -                                   | 7                               | -      | David Cañigueral Belmonte  | David Cañigueral Belmonte  |
| Ademús (el Racó d'Ademús)      | 4                                         | 3         | -                  | -   | -            | -                                   | -                               | -      | Ángel Andrés González      | Ángel Andrés González      |

1. ↑  En coalició amb Unides Podem i Esquerra Unida del País Valencià.
2. ↑  Més Gandia, en coalició amb Unides Podem, Esquerra Unida del País Valencià i independents.
3. ↑  Corresponen a Iniciativa Porteña.
4. ↑  Corresponen a Unió de Ciutadans Independents.
5. ↑  Corresponen a Ontinyent Ens Uneix.
6. ↑  Corresponen a Sueca per Davant.
7. ↑  Corresponen a Partido de Requena y Aldeas.
8. ↑  Corresponen a Activa Chiva (2), Alternativa de Diseminados y Urbanizaciones de Chiva (2) i Vecinos Independientes de Chiva (1).
9. ↑  Corresponen a Plataforma Civil Enguerina.
10. ↑  En coalició amb Progreso y Unión por el Pueblo.